# Jesús Gil
Gregorio Jesús Gil y Gil (Burgo de Osma, 1933. március 11. – Madrid, 2004. május 14.) spanyol politikus és üzletember.

## Karrier
Jesús Gil 1933. március 11-én, Burgo de Osma-ban (Soria provincia, Kasztília és León, Spanyolország) született. A vagyona nagy részét építkezési vállalata bevételeiből szerezte.
1967-ben letartóztatták és börtönbe zárták, mert az egyik, a vállalkozása által épített épület összeomlott és 58 ember meghalt a balesetben. Az öt évnyi börtönbüntetésből másfél év után szabadult Francisco Franco Spanyolország diktátorának közbenjárása segítségével – állítólag több százmillió peseta kifizetése ellenében.
Jesús Gil Marbella polgármestere is volt (1991-től 2002-ig), megalapította és vezette a Grupo Independiente Liberal (GIL) nevű politikai pártot. Híres és vitatott volt az extrém szélső-jobboldali nézetei miatt.

## Bűnözés
Kritizálói szerint sötét üzletekben vett részt és a szervezett bűnözés aktív résztvevője volt. Marbella-i "uralkodása" alatt a spanyol város kedvelt tartózkodási helye lett az angol, olasz és orosz gengsztereknek. Gil sok bűnügybe belekeveredett, beleértve a Caso Atlético-nak nevezett esetet is.

## Atlético Madrid
Gil 1987 és 2003 között volt az Atlético Madrid elnöke. A vezetése alatt a klub megjárta a mennyországot és a poklot is. 1996-ban a csapat duplázott, megnyerte a Primera División (La Liga) és a Copa del Rey küzdelmeit, de rá 4 évvel, 2000-ben kiesett a klub a Segunda Divisiónba. Még Gil irányítása alatt visszajutott a klub az első osztályba, 2002-ben, de betegsége miatt 2003-ban Enrique Cerezo vette át a helyét.

## Halála
Jesús Gil 2004. május 14-én egy agyvérzés után hunyt el.

## Fordítás
- Ez a szócikk részben vagy egészben  a   Jesús_Gil című angol Wikipédia-szócikk fordításán alapul.  Az eredeti cikk szerkesztőit annak laptörténete sorolja fel. Ez a jelzés csupán a megfogalmazás eredetét és a szerzői jogokat jelzi, nem szolgál a cikkben szereplő információk forrásmegjelöléseként.

## Kapcsolódó hivatkozások
- Atlético Madrid Hungary – Az első magyar Atlético Madrid fansite
- Caso Atlético (spanyol)

1. 1 2  Német Nemzeti Könyvtár: Integrált katalógustár (Németország) (német nyelven). Integrált katalógustár (Németország) . (Hozzáférés: 2014. május 4.)
2. ↑  SNAC (angol nyelven). (Hozzáférés: 2017. október 9.)